# 조선우편
조선우편(朝鮮郵便), 또는 조선의 체신체계(朝鮮의遞信體系)는 조선민주주의인민공화국 정보산업성 소속의 우편사업이다.